# Glenn Thompson
Glenn Thompson (Bellefonte, 27 luglio 1959) è un politico statunitense, membro della Camera dei Rappresentanti per lo stato della Pennsylvania.

## Biografia
Nato e cresciuto in Pennsylvania, Thompson lavorò come responsabile amministrativo nel settore sanitario.
Contemporaneamente fu attivo in politica con il Partito Repubblicano, operando a livello locale e candidandosi due volte per un seggio nella legislatura statale della Pennsylvania, senza tuttavia essere eletto. Nel 2008 si candidò alla Camera dei Rappresentanti per il seggio lasciato dal compagno di partito John E. Peterson e riuscì a vincere. Negli anni successivi fu sempre riconfermato dagli elettori.
Ideologicamente Thompson si configura come conservatore.